# 潔く柔く
『潔く柔く』（きよくやわく）は、いくえみ綾による日本の漫画作品。第33回（2009年）講談社漫画賞少女部門受賞作。
『Cookie』（集英社）にて2004年3月号から2010年3月号まで連載された。同誌2010年6月号・7月号には番外編『潔く柔く -切切と-』が、2013年11月号には特別番外編が掲載された。単行本は、マーガレットコミックスより全13巻が発行された。
2013年10月コバルト文庫より映画版のノベライズが出ている。
女子高生を中心とした登場人物それぞれの成長と、日々の恋愛模様を数話完結のオムニバス形式で描いた作品。
2013年に、長澤まさみと岡田将生の主演で映画化された。

## あらすじ
ACT1・由麻編
由麻は通学電車で痴漢に悩まされている女子高校生。同級生で由麻に好意を抱く諏訪は痴漢から由麻を守るべく、一緒に電車通学をする。そして流れで二人は交際を始める。しかし、由麻には以前から気になる男、同じ電車に乗車する生物教師・梶間がいる。
ACT2・カンナ編
カンナとハルタは同じ団地に住む幼なじみで、「猫のキス」をする仲。マヤ（真山）とアサミは中学の同級生。そんな4人が高校で出会い、行動を共にする。アサミはハルタに、マヤはカンナに密かな恋心を抱く。高校1年生の夏、カンナがマヤと花火を見ている頃、ハルタは交通事故で死亡する。カンナ、マヤ、アサミそれぞれの複雑な想いが互いに交錯しあう。
ACT3・瑞希編
東京に進学が決まった高校3年生の瑞希。片思いをしていた教師の結婚を知り、複雑な心境で高校生活最後の学期を過ごしていた。そんな時、ふとしたきっかけから1年生の梶間という男の子に出会う。もうすぐ東京に旅立ってしまう瑞希とまだ2年間高校生活を残した梶間との距離は次第に縮まっていくのだが……。
ACT4・亜衣編
大学進学により上京してきた亜衣は、アパートの隣人の部屋を行き来する真山に惹かれていく。しかし、真山には忘れられない悲しい過去があった。余計に真山を愛しく想う亜衣と、真山の過去からの解放を描いた作品。
ACT5・一恵編
少女漫画が好きな一恵は高校3年生で、同じく少女漫画好きのキヨと出会う。そして、偶然にもキヨは、一恵が中学校の頃好きだったハルタのいとこ。ハルタへの消化しきれぬ想いを、キヨの助言と共に消化していく一恵は次第にキヨに惹かれていく。キヨと一恵は、ひょんな事からハルタの幼馴染だったカンナと会う。そこでカンナのどこにも持っていけないハルタへの想いと、進まない現実を直視する。そして、一恵は、後悔をしない自分へ第一歩を踏み出す。
ACT6・禄編
小学4年生の時、遠足先で事故に遭い、助かった禄と死んでしまった希実。事故後、東京へ引っ越していた禄が戻ってきた。そこへ、希実の姉・愛実から「会いたい」と連絡が来る。止まっていた時間が動き出す……。
ACT7・百加編
百加は、元彼の嫌がらせをやめさせてくれたクラスメイトの中西のことを好きになってしまう。しかし、彼は「東校のマドンナ」に夢中だった。中西と一緒の大学へ進学した百加は、隣の席に座ったカンナと仲良くなる。百加と一緒にいるカンナを見た中西は驚いた表情を見せる。中西の「マドンナ」がカンナだったからだ。
ACT8・音々編
音々は、お腹の肉に悩む普通の専門学校生。ある日、友達に誘われカレー屋に行ったところ、自分好みの食べ方をする男の子（禄）を見つける。後日、偶然にも禄が音々のアルバイト先を訪れる。音々は「このチャンスを逃してたまるか」とばかりに禄に話しかけ、彼のアルバイト先のバーを教えてもらう。その後、勇気を振り絞ってその店を訪れる音々だったが……。
ACT9・朝美編
朝美は就職活動を目前にした大学3年生。社会人の彼氏との関係も重すぎず順調だ。そんな中、家庭教師をしている小学生・瑠璃の兄・伊吹に告白される。彼を見ていると考えまいとしていたハルタへの初恋を思い出す。
ACT10・最終章 カンナ編
未来は誰の上にもあるのだと、疑いようもなかった中学生のカンナ。一緒にいるのが当たり前だった。それが運命だと思っていた。ハルタを失い社会人になったカンナが出逢ったのは……。

## 登場人物

### 主要人物
瀬戸 カンナ（せと カンナ）
校内、校外に関わらずモテる美少女。高校1年生の時、クラスメイトの真山と夏祭りに行っている間に、幼なじみのハルタが自分へのメールを打っている途中に交通事故に遭い死亡。そのことが原因で仲の良かった朝美や真山ともわだかまりができ、孤独な学生時代を過ごしていたが、高校3年生の時に中学時代の同窓生・一恵（いちえ）とハルタのいとこ・清正と再会する。
ハルタの最後のメールを消せないまま時が経ち、大学1年生の時、最初の授業で隣の席になった百加と親しくなり、一緒に行った居酒屋でバイト中の真山と再会する。百加とは後に本音を言い合える親友となる。
大学卒業後は映画宣伝会社「メロンワークス」に就職、行きつけのバーで赤沢禄に絡まれ、翌日再会し何かと関わるようになる。
赤沢 禄（あかざわ ろく）
小学4年生の時、遠足で田沢湖へ行く途中に事故に遭い、1年留年した。その時の事故の後遺症で小指が動かなくなる。
事故以来、東京で暮らしていたが、高校1年生の時に身体を悪くした祖母が一人で暮らす故郷へ帰り、梶間と同じクラスになる。
大学卒業後は出版社「プレジャー」に就職し、大学時代からアルバイトをしていたバーでカンナ・百加と知り合う。
梶間 洋希（かじま ひろき）
愛想が無く無口であるため、高校生の時からクラスメイトに「冷血人間」と恐れられていた。高校1年生の時、同じクラスに転入し、近くの席になった禄と親しくなる。卒業間近の3年生・瑞希と出会い、付き合うようになるが、瑞希が東京の大学へ進学するため、卒業式を境に離れ離れになってしまう。
後に東京の大学へ進学し、大学4年生の時に教育実習生として母校を訪れた際に、地元に帰っていた瑞希と再会し、まだ互いに気持ちがあることを確かめ合う。同じ頃、禄のバイト先のバーの常連となる。
大学卒業後は、高校の生物教師となる。修学旅行の下見で東京に行ったついでに禄に会いに行き、同じタイミングで訪ねてきたカンナに会う。学校では園芸部の顧問を務め、女子生徒の由麻から告白されるなどするが、この頃既に瑞希とは婚約中である。

### 瀬戸カンナの関係者
春田 一恵（はるた かずえ）
通称・ハルタ。幼なじみのカンナのことが好きだが素直になれない。
中学3年生の時、クラスメイトの一恵（いちえ）と読みが違うが同名であることから親しくなる。カンナに想いを伝えられないまま時が過ぎ、高校1年生の7月31日、自転車に乗りながらカンナへのメールを打っている時に交通事故に遭い死亡する。
川口 朝美（かわぐち あさみ）
通称・アサミ。真山とは同じ中学出身。高校1年生の時、同じクラスになったカンナやハルタと親しくなり、ハルタのことを好きになるが、ハルタのカンナへの想いにも薄々気付く。ハルタの死後は彼の想いを知っていたがために、カンナが真山と会っていたことを余計許すことができず、親交が断たれる。
大学3年生時には社会人の彼氏ができ、表面上はハルタのことは忘れていたが、家庭教師のバイトの教え子の兄・伊吹（高校生）に告白され、否応無くハルタの記憶が甦る。
大学卒業後は「STARS☆株式会社」に就職し、仕事先でカンナと再会する。
真山 稔邦（まやま としくに）
通称・マヤ。朝美とは同じ中学出身。高校1年生の時、クラスメイトになったカンナやハルタらと親しくなり、カンナのことを好きになる。ハルタが死亡した時にカンナと一緒にいたことから、朝美とも不和となる。
大学1年生の時、友人のアパートの留守を預かっていた時に隣人の亜衣と出会う。バイト先の居酒屋でカンナと再会し、後日、カンナと一緒にいた百加が一人で居酒屋を訪れ、「7月31日」のことを聞かれ、恫喝してしまう。
笹塚 一恵（ささづか いちえ）
彼氏いない歴=年齢。中学3年生の時、クラスメイトだったハルタのことが好きで、手作りのマスコットをこっそり送ったことがあったが、後日それはハルタからカンナに渡される。高校3年生の時、ハルタのいとこ・清正と知り合い、カンナと再会する。その時のことがきっかけでの清正のことを好きになり、後に付き合うようになり、カンナが突発性難聴になった時、清正と一緒にお見舞いに行く。
小峰 清正（こみね きよまさ）
通称・キヨ。ハルタのいとこ。少女漫画が好き。他校に巨乳でかわいい彼女がいる。禄の大学の後輩で、バーでカンナと再会する。
千家 百加（せんけ ももか）
高校の同級生・中西のことが好き。大学1年生の時、最初の授業で隣の席に座ったカンナと親しくなるが、中西の好きな人がカンナだと分かり、カンナに対する感情が一瞬で変化する。バーで知り合った禄とマブダチになる。

### 赤沢禄の関係者
柿之内 希実（かきのうち のぞみ）
禄の小学4年生時のクラスメイト。飼い犬・ロクと同じ名前の「禄ちゃん」を放っておけず構っていたが、鬱陶しがられる。遠足で田沢湖に行く途中に禄に突き飛ばされ、そこで一緒に事故に遭い、希実だけが死亡。空から禄を見守っている。
柿之内 愛実（かきのうち まなみ）
希実の姉で、よく似ている。一家の太陽だった希実の死以来、父母は悲しみに沈み、なんとか明るさを取り戻したいと思うがうまくいかずにいた。21歳の時、禄が帰ってきたことを知ると、禄と会えるよう、禄のクラスメイトに取り計らってもらう。希実が死んだ現場へ禄と一緒に行った時に不思議な体験をする。
後に結婚し「桜場」姓となり、生まれてきた子に睦実（むつみ）という名を付ける。梶間とはスーパーで知り合い、東京へ行った禄と共に睦実の成長ぶりを細かく報告しその後も親交が続く。

### 梶間洋希の関係者
沢内 瑞希（さわうち みずき）
高校3年生時、卒業間近に1年生の梶間と出会い付き合い始めるが、既に東京の短大への進学が決定しており、卒業を境に梶間と離れ離れになってしまう。
短大卒業後は東京の会社でOLとして働いていたが、24歳の時、父親の病状悪化に伴い、4年間勤めた会社を退職し帰郷、梶間と再会する。
森 由麻（もり ゆま）
高校1年生。電車の痴漢に悩まされ、同じ電車に乗っていた教師の梶間に相談をする。クラスメイトの諏訪に告白され付き合うことになるが、梶間のことを好きになる。
諏訪 仁志（すわ ひとし）
由麻のクラスメイト。由麻のことが好き。
高瀬 三千花（たかせ みちか）
梶間と禄の高校1年生時のクラスメイト。梶間のことが好き。

### その他
永友 亜衣（ながとも あい）
大学進学のため、北海道・札幌から上京。大学1年生の時、自宅アパートの隣の部屋に出入りする真山を好きになる。
中西 史也（なかにし ふみや）
高校の頃から、他校生だったカンナを「マドンナ」と呼び慕っていた。大学1年生の時、高校時代のクラスメイト・百加のおかげでカンナとの接点ができ、非常に喜ぶ。
古屋 寿（ふるや ことぶき）
中西の友達。アフロヘアー。
勘が鋭く、百加と中西それぞれに対し、指摘とも思われる発言をする。社会人になってからも百加とは付かず離れず距離を保っている。
安養寺 音々（あんようじ ねね）
短大卒業後、就職できずに専門学校へ。お腹の肉が気になっている普通の女の子。禄に一目惚れし、後日自身のバイト先で偶然再会し、禄のバイト先のバーに通いつめる。
夏目 伊吹（なつめ いぶき）
朝美が家庭教師をしている小学生・瑠璃の兄。高校1年生。朝美に一目ぼれをして猛アタックをする。妹の瑠璃とは腹違い。
河本 雅矢（かわもと まさや）
朝美の6歳年上の彼氏。社会人。朝美に対し「上司の娘と結婚したいが朝美との関係も続けたい」と発言する。
柳原（やなぎはら）
カンナの勤務する「メロンワークス」の社長。
野原 チカコ（のはら ちかこ）
漫画家。カンナと出会う前の禄が担当していた漫画家で「ミラクルミルキー! 」が代表作。

## 批評
評論家の宇野常寛は、匿名的な郊外を舞台にしている点や登場人物のトラウマの扱い方といった点で本作の設定はケータイ小説のそれに類似していることを指摘しつつ、群像劇的な形式をとりながらも各エピソードがつながっているというような描き方が、セカイ系的な「キミとボク」の二者関係ではない多様な関係性を浮かび上がらせている点でケータイ小説らしくない印象を与えるのだとしている。

## 書誌情報
いくえみ綾 『潔く柔く』 集英社〈マーガレットコミックス〉 全13巻
1. 2004年11月25日発売、ISBN 4-08-847804-5
2. 2005年11月25日発売、ISBN 4-08-846011-1
3. 2006年06月23日発売、ISBN 4-08-846073-1
4. 2006年11月24日発売、ISBN 4-08-846117-7
5. 2007年06月25日発売、ISBN 978-4-08-846186-1
6. 2007年11月22日発売、ISBN 978-4-08-846241-7
7. 2008年03月25日発売、ISBN 978-4-08-846282-0
8. 2008年09月25日発売、ISBN 978-4-08-846339-1
9. 2008年12月25日発売、ISBN 978-4-08-846371-1
10. 2009年07月24日発売、ISBN 978-4-08-846431-2
11. 2009年10月25日発売、ISBN 978-4-08-846460-2
12. 2010年04月23日発売、ISBN 978-4-08-846520-3
13. 2010年09月24日発売、ISBN 978-4-08-846574-6、「潔く柔く -切々と-」「誰かが私にキスをした」（『Cookie』2010年4月号掲載）収録

## 映画
2013年10月26日、東宝系にて公開。主演は長澤まさみと岡田将生。今作では最終章「カンナ編」を映画化。日本テレビ放送網開局60周年記念作品。キャッチコピーは、「大切な人を失っても、人はまた愛することができるのでしょうか。」。

### キャスト
- 瀬戸カンナ - 長澤まさみ
- 赤沢禄 - 岡田将生
- 川口朝美 - 波瑠
- 真山稔邦 - 中村蒼
- 小峰清正 - 古川雄輝
- 千家百加 - 平田薫
- バーのマスター - 田山涼成
- 柳原社長 - 和田聰宏
- 柿之内希実 - 信太真妃
- 希実の父 - 春海四方
- 希実の母 - 水木薫
- 野原チカコ - MEGUMI
- 桜場（柿之内）愛実 - 池脇千鶴
- 春田一恵 - 高良健吾
- 桜場睦実 - 大滝愛結

### スタッフ
- 監督 - 新城毅彦
- 原作 - いくえみ綾「潔く柔く」（集英社マーガレットコミックス刊）
- 脚本 - 田中幸子、大島里美
- 音楽 - 池頼広
- 主題歌 - 斉藤和義 「かげろう」（SPEEDSTAR RECORDS）
- 製作指揮 - 城朋子
- 製作 - 門屋大輔、市川南、藤門浩之、柏木登、石川豊、阿佐美弘恭、内藤修、松田陽三、吉川英作
- エグゼクティブプロデューサー - 奥田誠治
- プロデューサー - 畠山直人、八尾香澄
- ラインプロデューサー - 原田文宏
- 制作担当 - 斎藤健志
- 制作主任 - 山田哲也、城内政芳
- 制作進行 - 今西健太、嶋崎彩乃
- 製作デスク - 山本まりあ
- 音楽プロデューサー - 平川智司
- 企画協力 - 集英社「クッキー」編集部（今井英、小関潤子、三沢薫）
- 技術協力 - ビデオサービス、TFCプラス
- 音楽制作協力 - 日本テレビ音楽、ビクターエンタテインメント、フェイス音楽出版
- 制作プロダクション - C&Iエンタテインメント
- 配給 - 東宝
- 製作幹事 - 日本テレビ放送網
- 製作 - 「潔く柔く」製作委員会（日本テレビ放送網、東宝、讀賣テレビ放送、VAP、電通、D.N.ドリームパートナーズ、C&Iエンタテインメント、読売新聞、日本出版販売、札幌テレビ放送、宮城テレビ放送、静岡第一テレビ、中京テレビ放送、広島テレビ放送、福岡放送）

### ロケ地
| 都道府県 | 市・区・郡    | 場所                     |
| -------- | ------------- | ------------------------ |
| 広島県   | 福山市        | 鞆の浦                   |
| 広島県   | 福山市        | 松永高等学校             |
| 広島県   | 竹原市        | 忠海町                   |
| 広島県   | 竹原市        | 礒宮八幡神社             |
| 広島県   | 呉市          | れんが通り               |
| 広島県   | 安芸郡        | ベイサイドビーチ坂       |
| 広島県   | 尾道市        |                          |
| 広島県   | 三原市        | 三原港                   |
| 愛媛県   | 松山市        | 伊予鉄の路面電車         |
| 愛媛県   | 今治市        | 大三島                   |
| 愛媛県   | 今治市        | 今治北高等学校           |
| 愛媛県   | 八幡浜市      |                          |
| 兵庫県   | 神戸市 中央区 | 神戸朝日ホール           |
| 兵庫県   | 神戸市 中央区 | ホテルパールシティ神戸   |
| 兵庫県   | 神戸市 東灘区 | 御影山手4丁目～6丁目     |
| 東京都   | 千代田区      | パレスサイドビルディング |
| 横浜市   | 中区          | 日本大通                 |

### 受賞
第6回TAMA映画賞
- 最優秀女優賞 - 池脇千鶴

### 関連商品

#### 小説
2013年10月4日発売。ISBN 978-4-08-609058-2
- 『映画ノベライズ 潔く柔く』
  - 箸　下川香苗

#### CD
2013年10月23日発売。品番はVPCD-81778。
- 映画「潔く柔く」オリジナル・サウンドトラック
  - 音楽　池 頼弘

#### DVD
2014年5月21日発売。品番はVPBT-13889。
- 本編DVD

本編オーディオコメンタリー
- 特典DVD

メイキング映像
舞台挨拶映像
SPOT集
- 初回限定封入特典

豪華ブックレット
- 初回限定仕様

特製両面ジャケットケース
- 購入者先着特典

オリジナル ポストカード (2枚組)
バップ通信販売とタワーレコードオンライン限定

#### Blu-ray
2014年5月21日発売。品番はVPXT-71308。
- 本編Blu-ray

本編オーディオコメンタリー
- 特典DVD

メイキング映像
舞台挨拶映像
SPOT集
- 初回限定封入特典

豪華ブックレット
- 初回限定仕様

特製両面ジャケットケース
- 購入者先着特典

オリジナル ポストカード (2枚組)
バップ通信販売とタワーレコードオンライン限定